# Eukles (Vasenmaler)
Eukles (altgriechisch Εὐκλῆς) ist ein möglicher griechischer Vasenmaler.
Nach Heinrich Brunn in seiner „Geschichte der Griechischen Künstler“ konnte man den Namen Eukles auf einer in Vulci gefundenen Schale, die im schwarzfigurigen Stil verziert war, lesen. Die Schale ist nicht datiert und heute verschollen. Ob es sich wirklich um eine Signatur handelt, ist heute unklar. Möglicherweise war es auch eine andere Beischrift.